# Филипп, Патрик
Патри́к Фили́пп (фр. Patrick Philippe; род. 15 января 1962, Сен-Жюльен-ан-Женевуа) — французский кёрлингист и тренер по кёрлингу.
В составе мужской команды Франции участник трёх чемпионатов мира (лучший результат — седьмое место в 1986) и четырёх чемпионатов Европы (лучший результат — четвёртое место в 1989); также участник зимних Олимпийских игр 1992 года, где кёрлинг был демонстрационным видом спорта (мужская команда Франции заняла шестое место).
Играл в основном на позициях первого и второго.

## Команды
| Сезон   | Четвёртый         | Третий             | Второй             | Первый            | Запасной                              | Турниры                             |
| ------- | ----------------- | ------------------ | ------------------ | ----------------- | ------------------------------------- | ----------------------------------- |
| 1981—82 | Кристоф Боан      | Philippe Pomi      | Christophe Michaud | Патрик Филипп     |                                       | ЧМЮ 1982 (7 место)                  |
| 1982—83 | Доминик Дюпон-Рок | Патрик Филипп      | Кристиан Дюпон-Рок | Тьерри Мерсье     |                                       | ЧМЮ 1983 (9 место)                  |
| 1985—86 | Доминик Дюпон-Рок | Кристиан Дюпон-Рок | Тьерри Мерсье      | Патрик Филипп     |                                       | ЧМ 1986 (7 место)                   |
| 1988—89 | Доминик Дюпон-Рок | Кристиан Дюпон-Рок | Даниэль Козетто    | Патрик Филипп     | Тьерри Мерсье (ЧМ)                    | ЧЕ 1988 (5 место) ЧМ 1989 (9 место) |
| 1989—90 | Доминик Дюпон-Рок | Даниэль Козетто    | Лионель Турнье     | Патрик Филипп     |                                       | ЧЕ 1989 (4 место)                   |
| 1990—91 | Доминик Дюпон-Рок | Клод Фейж          | Тьерри Мерсье      | Патрик Филипп     | Даниэль Морателли                     | ЧМ 1991 (9 место)                   |
| 1991—92 | Доминик Дюпон-Рок | Клод Фейж          | Патрик Филипп      | Даниэль Морателли | Тьерри Мерсье                         | ЧЕ 1991 (5 место)                   |
| 1991—92 | Доминик Дюпон-Рок | Клод Фейж          | Патрик Филипп      | Тьерри Мерсье     | Даниэль Морателли                     | ЗОИ 1992 (демо) (6 место)           |
| 1994—95 | Тьерри Мерсье     | Кристоф Боан       | Патрик Филипп      | Жерар Равелло     | Лионель Турнье тренер: Michel Jeannot | ЧЕ 1994 (13 место)                  |

(скипы выделены полужирным шрифтом)

## Результаты как тренера национальных сборных
| Год  | Турнир                                           | Сборная               | Место |
| ---- | ------------------------------------------------ | --------------------- | ----- |
| 1995 | Чемпионат Европы по кёрлингу 1995                | Франция (мужчины)     | 8     |
| 1995 | Чемпионат Европы по кёрлингу 1995                | Франция (женщины)     | 13    |
| 1996 | Чемпионат Европы по кёрлингу 1996                | Франция (женщины)     | 8     |
| 2008 | Первенство Европы по кёрлингу среди юниоров 2008 | Франция (юниоры муж.) | 3     |